# Thurstan
Thurstan oder Turstin († 6. Februar 1140) war Erzbischof von York von 1114 bzw. 1119 bis 1140. Er war ein Sohn eines gewissen Anger oder Auger, Pfründner der St Paul’s Cathedral in London, und ein Bruder von Audoin († 1139), Bischof von Évreux.
Auch er war Pfründner von St Paul’s, darüber hinaus Schreiber im Dienst der englischen Könige Wilhelm II. und Heinrich I. Letzterer erreichte 1114 Thurstans Wahl zum Erzbischof von York.
Er geriet in eine große Auseinandersetzung, die ihn einen Großteil seiner Amtszeit beschäftigte und sogar einige Jahre außer Landes zwang. Der Erzbischof von Canterbury, Ralph d’Escures, verweigerte ihm die Weihe, bis Thurstan sich ihm unterordne. Dies verweigerte Thurstan und bat den König um Erlaubnis, nach Rom zu reisen, um sich mit Papst Paschalis II. zu beraten. Heinrich I. verbot ihm die Reise, Paschalis II. wiederum stellte sich gegen Erzbischof Ralph. Auf der Synode von Salisbury (1116) befahl der König Thurstan, sich zu unterwerfen, der jedoch stattdessen von seinem Amt zurücktrat, ohne dass dies tatsächlich wirksam wurde.
Paschalis’ Nachfolger Papst Gelasius II. und Kalixt II. stützten die Position des eigensinnigen Thurstan, der im Oktober 1119 von Kalixt II. in Reims geweiht wurde, ohne den Befehlen Heinrichs I. Folge zu leisten. Daraufhin untersagte der König ihm die Rückkehr nach England, woraufhin Thurstan im Gefolge des Papstes blieb. Später gelang es seinen Freunden, ihn und Heinrich I. zu versöhnen, so dass Thurstan, nachdem er dem König in der Normandie gedient hatte, Anfang 1121 nach England zurückkehren konnte.
Eine Hauptschwäche des Erzbistums Yorks war das Fehlen von Suffraganbistümern. Thurstan versuchte, diese Schwäche zu beheben, und erreichte wenigstens die Gründung des Bistums Whithorn; es ist möglich, dass er Absprachen mit Fergus von Galloway zur Gründung weiterer Suffraganbistümer traf, wodurch auch das Prestige des Königreichs Galloway gesteigert worden wäre. Die Gründung provozierte Gegenmaßnahmen des schottischen Bischofs Wimund, auf dessen Kosten das neue Bistum ging, der aber dessen Bestand schließlich akzeptieren musste.
Da Thurstan Wilhelm von Corbeil, den neuen Erzbischof von Canterbury, nicht als seinen Vorgesetzten anerkannte, nahm er an dessen Weihe nicht teil. Später trugen beide Erzbischöfe ihre Beschwerden zwei Mal in Rom vor.
1138 vermittelte er in Roxburgh einen Waffenstillstand zwischen England und Schottland, und hatten aktiven Anteil an der Ausstellung der Armee, die die Schotten in der Standartenschlacht am 22. August schlug. Anfang 1140 trat er in das cluniazensische Kloster Pontefract ein, wo er am 6. Februar starb.